# 완제
완제(完制)는 전라도 지방에서 불리는 시조의 제이다. 전주를 완산(完山)이라 하는 데서 완제라 한다. 평시조와 사설시조가 불리고 있다. 음악적 형태는 영제와 같으나, 느낌이 부드럽고 감칠맛이 있다.
종장과 중장은 평시조와 장단 및 가락이 똑같다.